# Femónoe
En la mitología griega, Femónoe (en griego antiguo: Φημονόη) fue una poetisa griega del período ante-homérico. Habría sido la hija de Apolo, siendo su primera sacerdotisa en Delfos, o de su posible hijo Delfos, e inventora de los versos hexámetros, un tipo de métrica poética. En algunos estudios, se atribuye a la frase "Conócete a ti mismo" (γνῶθι σεαυτόν) que se encuentra inscrito a la entrada del Templo de Apolo en Delfos. Algunos escritores parecen haberla colocado en Delos en lugar de Delfos; y Servio la identifica con la Sibila de Cumas. La tradición que le atribuía la invención del hexámetro no era en modo alguno uniforme; Pausanias, por ejemplo, la reconoce como la primera que lo usó, pero en otro pasaje cita un hexámetro pareado, que se atribuyó a las Pléyades, que vivieron antes de Femónoe: las tradiciones que respetan la invención del hexámetro son recogidos por Fabricio. Había poemas que llevaban el nombre de Femónoe, como los viejos poemas religiosos que se atribuían a Orfeo, Museo y los demás bardos mitológicos. Melampo, por ejemplo, la cita en su libro Peri Palmon Mantike §17, §18; y Plinio cita de ella respecto a águilas y halcones, evidentemente de algún libro de augurios, y quizás de una obra que aún existe en MS., titulada Orneosophium . Hay un epigrama de Antípatro de Tesalónica, aludiendo a una estatua de Femónoe, vestida con un pharos.